# Lesterps
Lesterps (prononcé [letɛʀ]), est une commune du Sud-Ouest de la France, située dans le département de la Charente (région Nouvelle-Aquitaine).
Ses habitants sont les Lesterrois et les Lesterroises.

## Géographie

### Localisation et accès
Lesterps est située en Charente limousine, au nord-est du département de la Charente et se trouve limitrophe de la Haute-Vienne.
Le bourg de Lesterps, à 9 km à l'est de Confolens, est un bourg important. Il est aussi à 16 km de Chabanais, 17 km de Saint-Junien, 42 km de Limoges et 63 km d'Angoulême.
La commune est bien pourvue en voies de communications. La D 30, de Confolens à Limoges par Saint-Junien, la parcourt d'ouest en est, et la D 29, de Saulgond à Brillac, la traverse du sud au nord. La D 82 à l'est du bourg va vers Limoges par Saint-Christophe.
La gare la plus proche est celle de Chabanais, desservie par des TER à destination d'Angoulême et de Limoges.

### Hameaux et lieux-dits
Soixante-et-un hameaux sont disséminés sur l'ensemble de la commune. Les plus importants sont : les Boucheries, dans le nord de la commune ; la Confoulaude, près de la route d'Esse ; le Rigadoux, Beaupuy, la Chabarie et Vérinas dans le sud de la commune ; Saint-Quentin, dans l'est ; Ésignac, près de la route de Limoges ; les Boiges, Chez Gourdy et Tagibaud, dans l'ouest ; Aucher, à la limite de la commune de Saint-Christophe ; la Roche, près de la Marchadaine ; Loubart et le Repaire, à proximité de la route de Saulgond ; Moulins-Brandins, le Mas ; la Glayolle, à la limite de la commune d'Esse, etc.

### Communes limitrophes
|                         | Brillac  | Val d'Issoire (Haute-Vienne) |
| Esse                    | Lesterps | Saint-Christophe             |
| Saint-Maurice-des-Lions | Saulgond |                              |

### Géologie et relief
Comme toute la partie nord-est du département de la Charente qu'on appelle la Charente limousine, la commune se trouve sur le plateau du Limousin, partie occidentale du Massif central, composé de roches cristallines et métamorphiques, relique de la chaîne hercynienne.
Le sous-sol de la commune se compose de gneiss, granit et diorite, avec tonalite (roche éruptive) dans l'extrême nord (entre Chez Carail, la Courtaudie et Baracoux),,.
La commune de Lesterps est, comme les autres communes du canton, une contrée accidentée, présentant une suite de collines élevées et de vallées profondes. Elle occupe un vaste plateau ondulé, dont l'altitude moyenne dépasse 220 m. Les altitudes s'étagent entre 170 m, au nord (la Courrière), et 275 m, au sud-est (aux Cinq Chemins). Le bourg est à environ 230 m d'altitude.

### Hydrographie

#### Réseau hydrographique

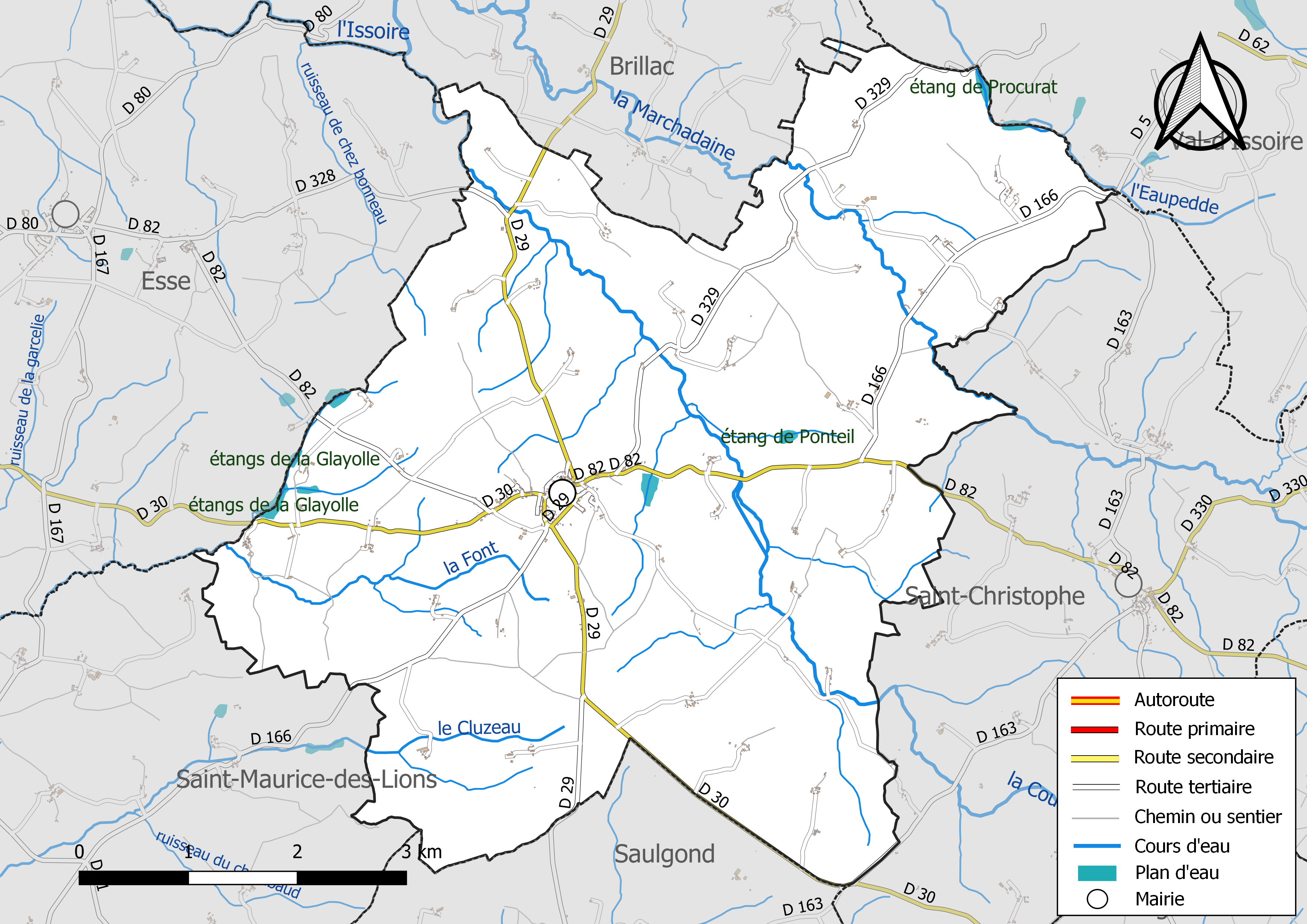
Réseaux hydrographique et routier de Lesterps.

La commune est située dans la région hydrographique de « la Loire de la Vienne (c) à la Maine (nc) », une partie du Bassin de la Loire, au sein  du Bassin Loire-Bretagne. Elle est drainée par la Courrière, la Marchadaine, la Font, l'Eaupedde le Cluzeau et par divers petits cours d'eau, qui constituent un réseau hydrographique de 42 km de longueur totale,.
La commune de Lesterps est arrosée par la Marchadaine, la Courrière et quelques autres petits affluents de l'Issoire, elle-même affluent de la Vienne
Quelques étangs parsèment la commune, en particulier l'étang de la Glayolle à l'ouest et l'étang de Procurat à l'est.

#### Gestion des eaux
Le territoire communal est couvert par le schéma d'aménagement et de gestion des eaux (SAGE) « Vienne ». Ce document de planification, dont le territoire correspond au bassin du bassin de la Vienne, d'une superficie de 7 060 km2, a été approuvé le 1er juin 2006. La structure porteuse de l'élaboration et de la mise en œuvre est l'établissement public territorial de bassin Vienne. Il définit sur son territoire les objectifs généraux d’utilisation, de mise en valeur et de protection quantitative et qualitative des ressources en eau superficielle et souterraine, en respect des objectifs de qualité définis dans le troisième SDAGE  du Bassin Loire-Bretagne qui couvre la période 2022-2027, approuvé le 18 mars 2022.

### Climat
Le climat est océanique dégradé. C'est celui de la Charente limousine, plus humide et plus frais que celui du reste du département.

## Urbanisme

### Typologie
Au 1er janvier 2024, Lesterps est catégorisée commune rurale à habitat très dispersé, selon la nouvelle grille communale de densité à 7 niveaux définie par l'Insee en 2022.
Elle est située hors unité urbaine et hors attraction des villes,.

### Occupation des sols
L'occupation des sols de la commune, telle qu'elle ressort de la base de données européenne d’occupation biophysique des sols Corine Land Cover (CLC), est marquée par l'importance des territoires agricoles (90,9 % en 2018), une proportion sensiblement équivalente à celle de 1990 (91,4 %). La répartition détaillée en 2018 est la suivante : 
prairies (77,3 %), forêts (8,3 %), terres arables (8,2 %), zones agricoles hétérogènes (5,3 %), zones urbanisées (0,9 %). L'évolution de l’occupation des sols de la commune et de ses infrastructures peut être observée sur les différentes représentations cartographiques du territoire : la carte de Cassini (XVIIIe siècle), la carte d'état-major (1820-1866) et les cartes ou photos aériennes de l'IGN pour la période actuelle (1950 à aujourd'hui).

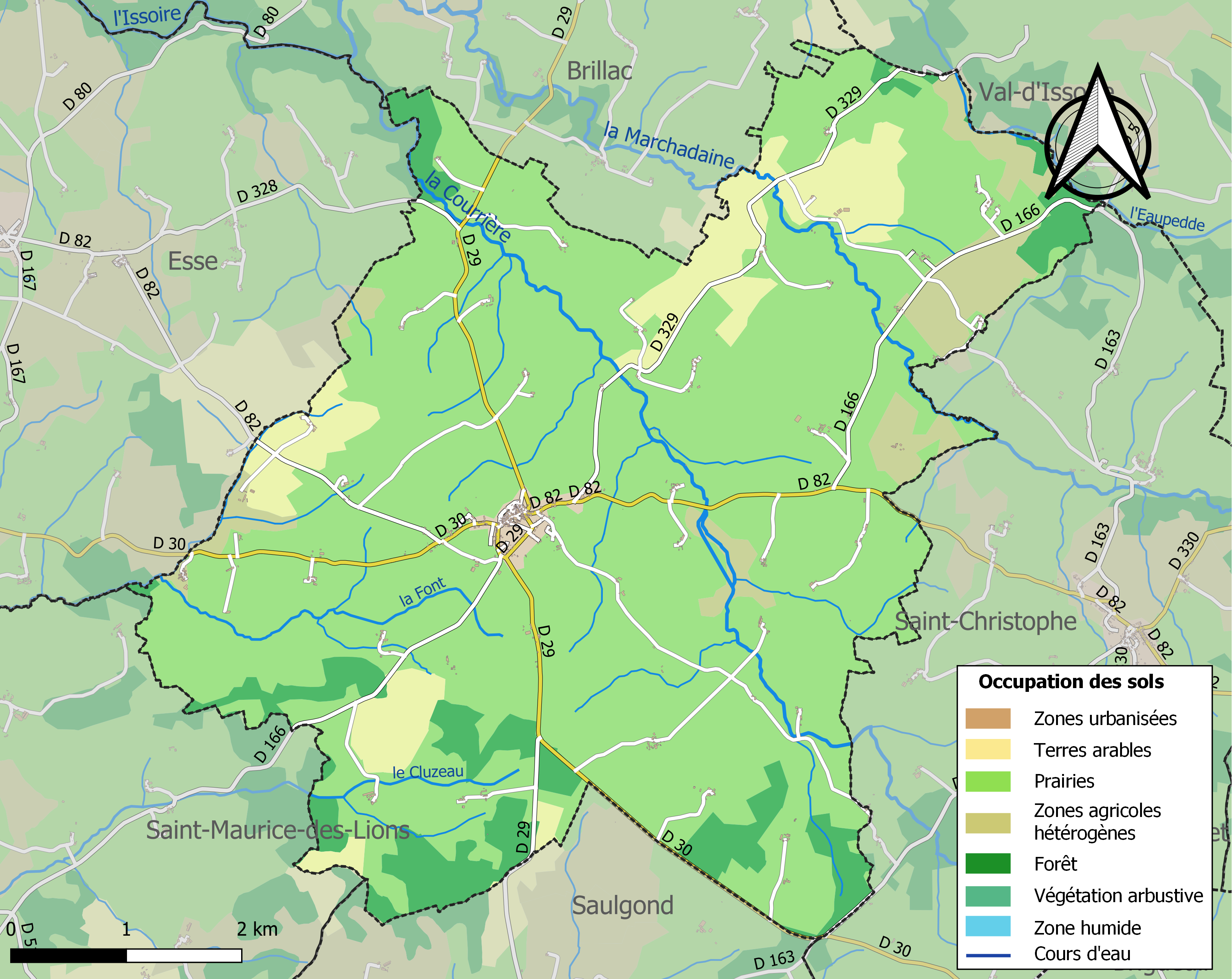
Carte des infrastructures et de l'occupation des sols de la commune en 2018 (CLC).

### Risques majeurs
Le territoire de la commune de Lesterps est vulnérable à différents aléas naturels : météorologiques (tempête, orage, neige, grand froid, canicule ou sécheresse) et séisme (sismicité faible). Il est également exposé à un risque technologique, le transport de matières dangereuses, et à un risque particulier : le risque de radon. Un site publié par le BRGM permet d'évaluer simplement et rapidement les risques d'un bien localisé soit par son adresse soit par le numéro de sa parcelle.

#### Risques naturels

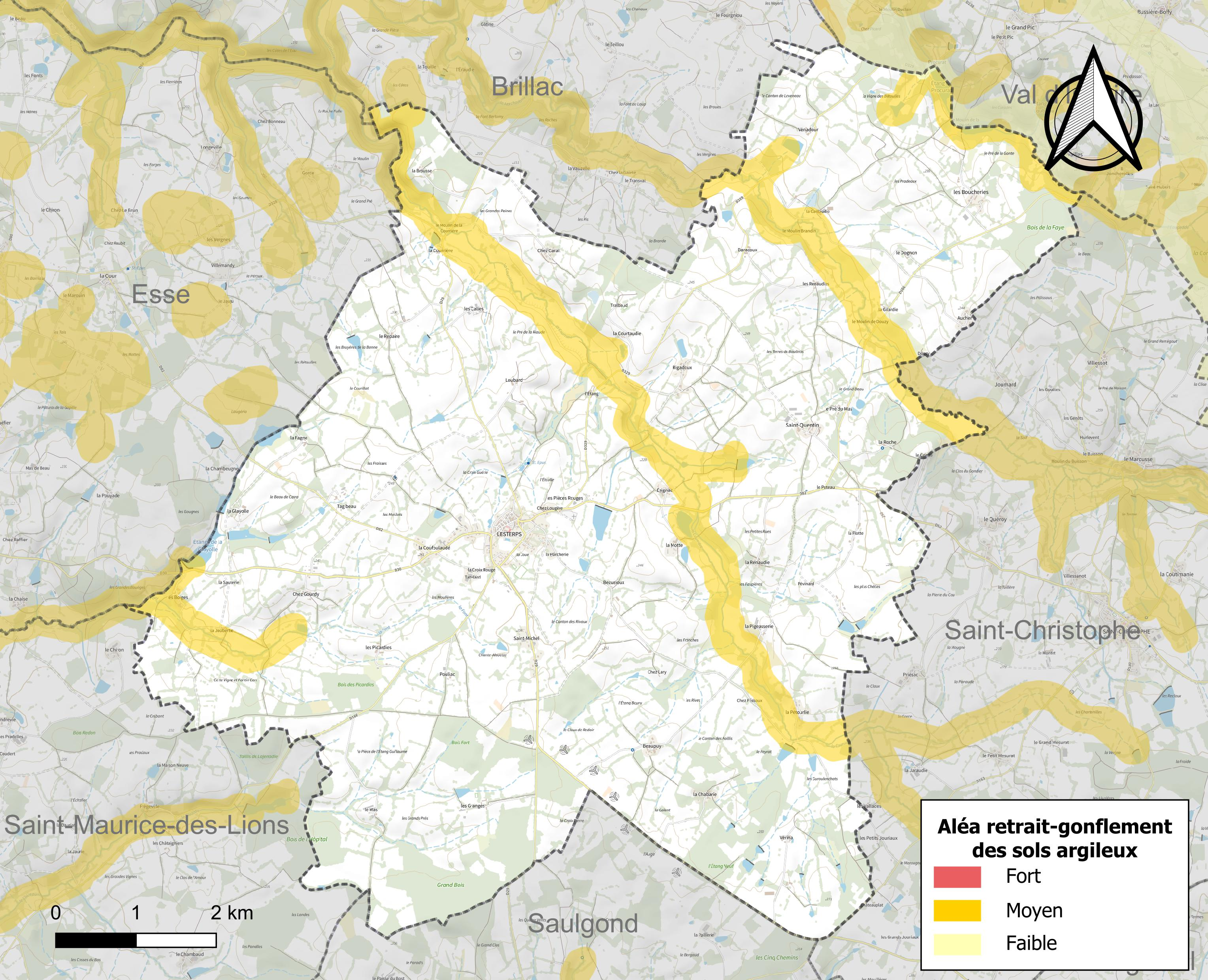
Carte des zones d'aléa retrait-gonflement des sols argileux de Lesterps.

Le retrait-gonflement des sols argileux est susceptible d'engendrer des dommages importants aux bâtiments en cas d’alternance de périodes de sécheresse et de pluie. 12 % de la superficie communale est en aléa moyen ou fort (67,4 % au niveau départemental et 48,5 % au niveau national). Sur les 356 bâtiments dénombrés sur la commune en 2019, 23 sont en aléa moyen ou fort, soit 6 %, à comparer aux 81 % au niveau départemental et 54 % au niveau national. Une cartographie de l'exposition du territoire national au retrait gonflement des sols argileux est disponible sur le site du BRGM,.
Par ailleurs, afin de mieux appréhender le risque d’affaissement de terrain, l'inventaire national des cavités souterraines permet de localiser celles situées sur la commune.
La commune a été reconnue en état de catastrophe naturelle au titre des dommages causés par les inondations et coulées de boue survenues en 1982, 1983, 1993 et 1999. Concernant les mouvements de terrains, la commune a été reconnue en état de catastrophe naturelle au titre des dommages causés par des mouvements de terrain en 1999.

#### Risques technologiques
Le risque de transport de matières dangereuses sur la commune est lié à sa traversée par une ou des infrastructures routières ou ferroviaires importantes ou la présence d'une canalisation de transport d'hydrocarbures. Un accident se produisant sur de telles infrastructures est susceptible d’avoir des effets graves sur les biens, les personnes ou l'environnement, selon la nature du matériau transporté. Des dispositions d’urbanisme peuvent être préconisées en conséquence.

#### Risque particulier
Dans plusieurs parties du territoire national, le radon, accumulé dans certains logements ou autres locaux, peut constituer une source significative d’exposition de la population aux rayonnements ionisants. Certaines communes du département sont concernées par le risque radon à un niveau plus ou moins élevé. Selon la classification de 2018, la commune de Lesterps est classée en zone 3, à savoir zone à potentiel radon significatif.

## Toponymie
Les formes anciennes sont prope Stirpem, Stirpa.
L'origine du nom de Lesterps remonte au latin stirpes qui signifie "souche", et par extension "forêt défrichée" (le bas latin stirpare signifie "essarter"). Lesterps et Les Essarts ont le même sens.
Le nom de cette localité s'écrivait aussi Leyter, suivant la prononciation[réf. nécessaire], ou Lesterp au XVIIIe siècle.

### Langues
La commune est dans la partie occitane de la Charente qui en occupe le tiers oriental, et le dialecte est limousin. Elle se nomme L'Esterp en occitanet L’Eiter en lesterrois[réf. nécessaire].

## Histoire
Au sud-ouest de la commune, des vestiges d'une voie antique ont été reconnus en 1921. Cette voie qui passait par Étagnac et traversait la Vienne à Pilas (Chassenon) relierait Chassenon à Poitiers,.
Lesterps faisait partie de l'ancienne province du Limousin, puis de l'Angoumois à partir du XIe siècle, comme Confolens et Chabanais.
L'histoire de Lesterps, c'est l'histoire de son abbaye, qui fut fondée vers 980 par Jourdain Ier, seigneur de Chabanais, et sa femme Dia. En 1040 le comte de la Marche, Aldebert, attaqua et brûla l'église. Il fut excommunié, et l'abbaye prospèrera à nouveau avec les seigneurs de Chabanais.
Au Moyen Âge, Lesterps était près d'un itinéraire secondaire d'un chemin de Saint-Jacques-de-Compostelle, qui se dirigeait du Limousin vers Angoulême par Confolens ou Manot, pour bifurquer vers Saintes (reliques de saint Eutrope), Blanzac (vers Blaye) ou Aubeterre (vers Sainte-Foy-la-Grande).
Mais l'abbaye périclita à la guerre de Cent Ans, puis surtout lors des guerres de Religion. À la Révolution, il ne restait que dix moines.
Les plus anciens registres paroissiaux de Lesterps remontent à 1617.
Au début du XXe siècle, l'industrie était représentée par deux moulins sur la Marchadaine. Des foires très suivies avaient lieu le 24 de chaque mois.

## Politique et administration

### Liste des maires

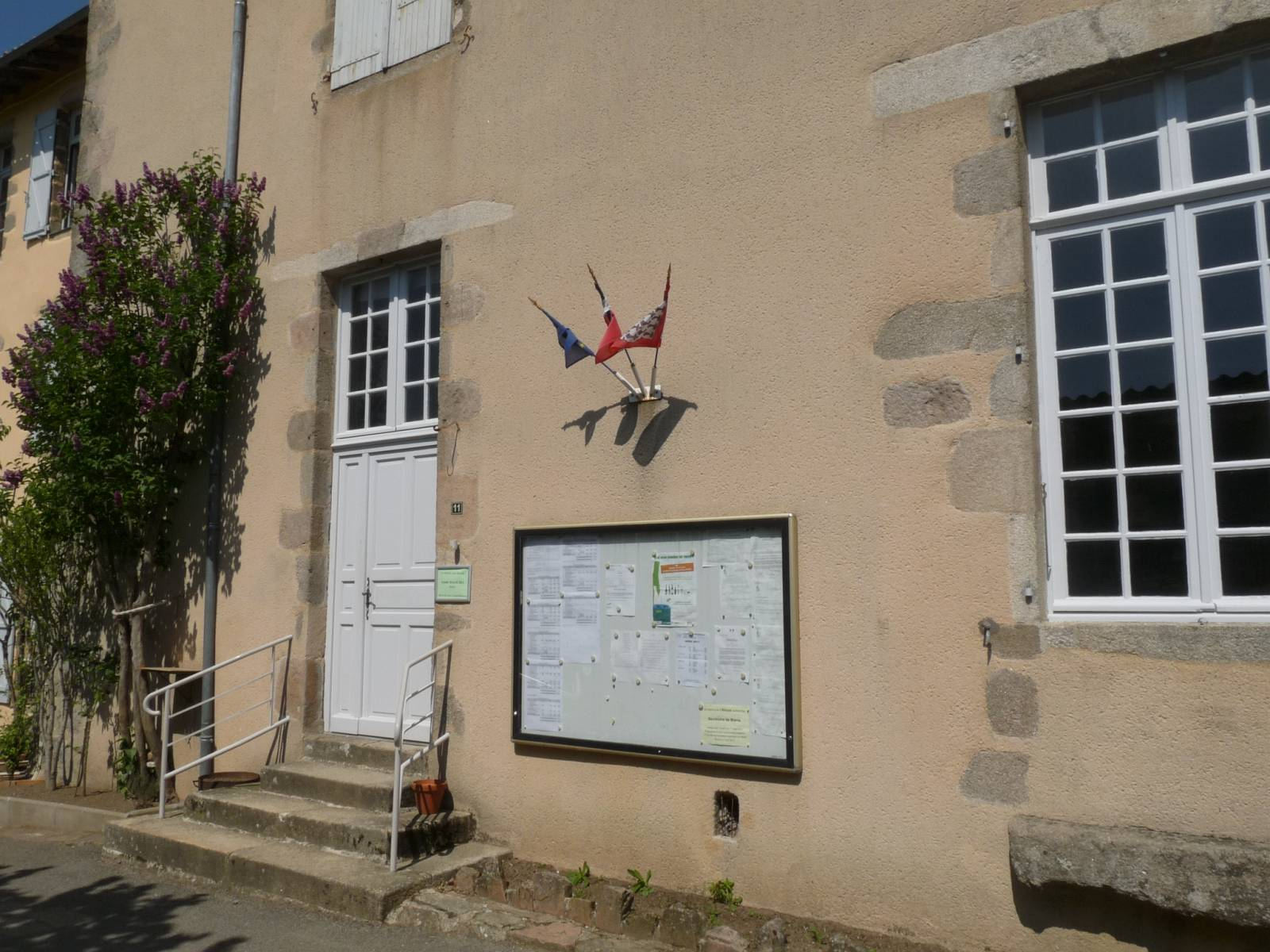
La mairie de Lesterps.

| Période                                  | Période  | Identité        | Étiquette | Qualité               |
| ---------------------------------------- | -------- | --------------- | --------- | --------------------- |
| Les données manquantes sont à compléter. |          |                 |           |                       |
| 2001                                     | 2011     | Jacques Thibaut | DVG       | Retraité de la police |
| 2011                                     | 2014     | Robert Tisseuil |           | Artisan retraité      |
| 2014                                     | En cours | Daniel Soupizet |           | Retraité              |

### Politique environnementale
Dans son palmarès 2024, le Conseil national de villes et villages fleuris de France a attribué une fleur à la commune.

## Démographie

### Évolution démographique
L'évolution du nombre d'habitants est connue à travers les recensements de la population effectués dans la commune depuis 1793. Pour les communes de moins de 10 000 habitants, une enquête de recensement portant sur toute la population est réalisée tous les cinq ans, les populations de référence des années intermédiaires étant quant à elles estimées par interpolation ou extrapolation. Pour la commune, le premier recensement exhaustif entrant dans le cadre du nouveau dispositif a été réalisé en 2005.

En 2022, la commune comptait 440 habitants, en évolution de −8,9 % par rapport à 2016 (Charente : −0,48 %, France hors Mayotte : +2,11 %).
| 1793  | 1800  | 1806  | 1821  | 1831  | 1841  | 1846  | 1851  | 1856  |
| ----- | ----- | ----- | ----- | ----- | ----- | ----- | ----- | ----- |
| 1 457 | 1 510 | 1 374 | 1 396 | 1 426 | 1 385 | 1 427 | 1 361 | 1 355 |

| 1861  | 1866  | 1872  | 1876  | 1881  | 1886  | 1891  | 1896  | 1901  |
| ----- | ----- | ----- | ----- | ----- | ----- | ----- | ----- | ----- |
| 1 281 | 1 320 | 1 355 | 1 375 | 1 455 | 1 436 | 1 464 | 1 461 | 1 413 |

| 1906  | 1911  | 1921  | 1926  | 1931  | 1936  | 1946 | 1954 | 1962 |
| ----- | ----- | ----- | ----- | ----- | ----- | ---- | ---- | ---- |
| 1 361 | 1 365 | 1 216 | 1 125 | 1 085 | 1 047 | 957  | 906  | 801  |

| 1968 | 1975 | 1982 | 1990 | 1999 | 2005 | 2006 | 2010 | 2015 |
| ---- | ---- | ---- | ---- | ---- | ---- | ---- | ---- | ---- |
| 754  | 623  | 557  | 560  | 594  | 514  | 505  | 479  | 486  |

| 2020 | 2022 | - | - | - | - | - | - | - |
| ---- | ---- | - | - | - | - | - | - | - |
| 444  | 440  | - | - | - | - | - | - | - |

### Pyramide des âges
La population de la commune est relativement âgée.
En 2018, le taux de personnes d'un âge inférieur à 30 ans s'élève à 25,4 %, soit en dessous de la moyenne départementale (30,2 %). À l'inverse, le taux de personnes d'âge supérieur à 60 ans est de 39,9 % la même année, alors qu'il est de 32,3 % au niveau départemental.
En 2018, la commune comptait 228 hommes pour 234 femmes, soit un taux de 50,65 % de femmes, légèrement inférieur au taux départemental (51,59 %).
Les pyramides des âges de la commune et du département s'établissent comme suit.
| Hommes | Classe d’âge | Femmes |
| ------ | ------------ | ------ |
| 0,9    | 90 ou +      | 1,3    |
| 7,3    | 75-89 ans    | 12,9   |
| 29,2   | 60-74 ans    | 28,0   |
| 22,8   | 45-59 ans    | 20,4   |
| 11,4   | 30-44 ans    | 14,7   |
| 14,2   | 15-29 ans    | 9,3    |
| 14,2   | 0-14 ans     | 13,3   |

| Hommes | Classe d’âge | Femmes |
| ------ | ------------ | ------ |
| 1      | 90 ou +      | 2,7    |
| 9,2    | 75-89 ans    | 12     |
| 20,6   | 60-74 ans    | 21,3   |
| 20,7   | 45-59 ans    | 20,3   |
| 16,8   | 30-44 ans    | 16     |
| 15,6   | 15-29 ans    | 13,4   |
| 16,1   | 0-14 ans     | 14,3   |

## Économie

### Commerces
- Épicerie, tabac, presse, gaz, dépôt de pain et pâtisserie, papeterie, droguerie…
- Boucherie-charcuterie.
- Garages automobiles et agricoles.
- Matériel agricole, magasin libre service, pièces agricoles.
- Entreprises du bâtiment.
- Entreprise de travaux agricoles.
- Élevage de chiens et chats
- Élevage de faisans
- Vente de bois de chauffage
- Centre équestre

## Équipements, services et vie locale

### Enseignement
L'école élémentaire François-Tisseuil comporte deux classes. Elle fait partie d'un regroupement pédagogique intercommunal (RPI) regroupant les écoles des communes de Brillac et d'Oradour-Fanais pour la maternelle, d'Abzac, Lesterps et Lessac pour l'élémentaire. Ce RPI s'appelle Boreall. Le secteur du collège est Confolens,.

### Sports
- Étoile sportive de Lesterps : section football et section gym.

### Vie associative
- Lesterps - Patrimoine
- Société de chasse.
- Club du Troisième Âge "Les Cœurs Joyeux".
- Association des Anciens Combattants.
- Comité des fêtes.

## Lieux et monuments

### Patrimoine religieux
- Abbatiale Saint-Pierre : du XIIe siècle, classée M.H. en 1862[44]. Clocher-porche datant du XIe siècle d’une hauteur de 43 mètres, divers chapiteaux et sculptures typiques et bâtiments conventuels datant du XIIe siècle abritant aujourd’hui le presbytère, la mairie et des logements de particuliers.

- La chapelle de l'Image est située au cimetière

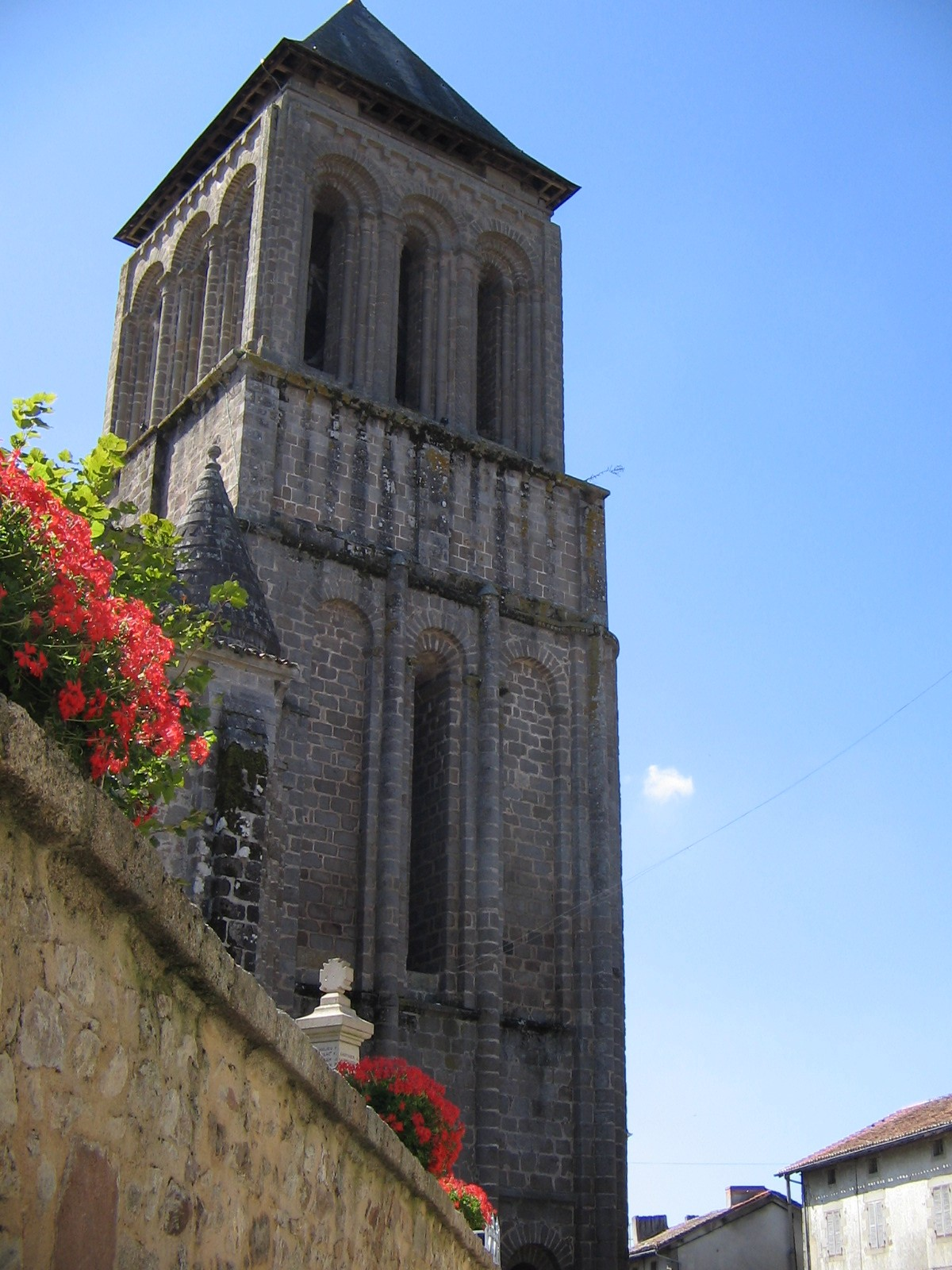
L'abbatiale et son clocher.
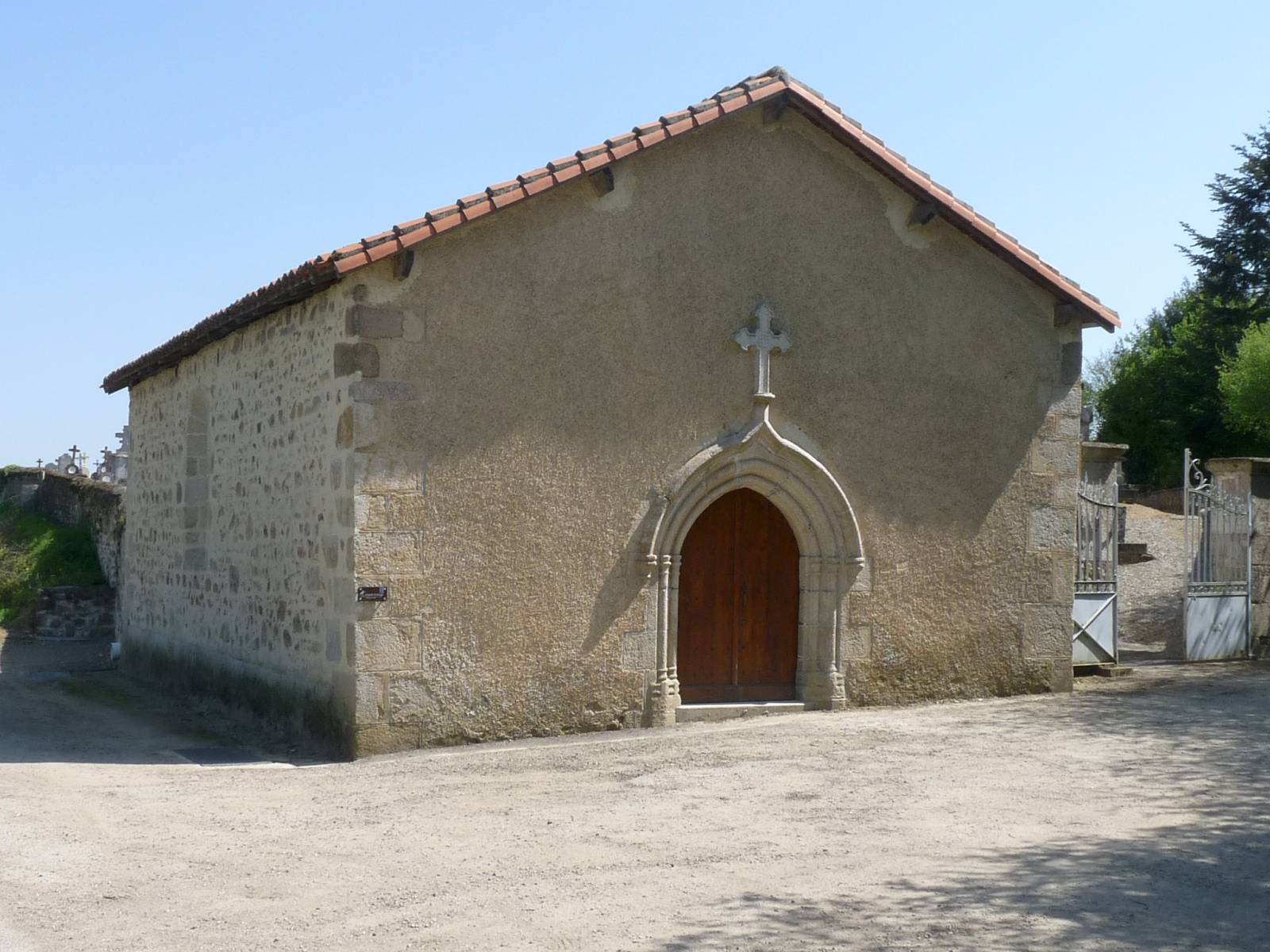
La chapelle de l'Image.

### Patrimoine civil
- Motte féodale, haute de 10 m, large de 26 m, située au lieu-dit le Dognon[45].
- Maison du patrimoine : ancienne maison à colombages du XIIIe siècle restaurée par la commune ; exposition sur l’histoire de l’abbatiale à travers les siècles, maquette de l’abbaye et du bourg et ancien mécanisme de l’horloge en état de fonctionnement; exposition d’œuvres de peintres locaux en été, exposition à thème ; musée des automates.

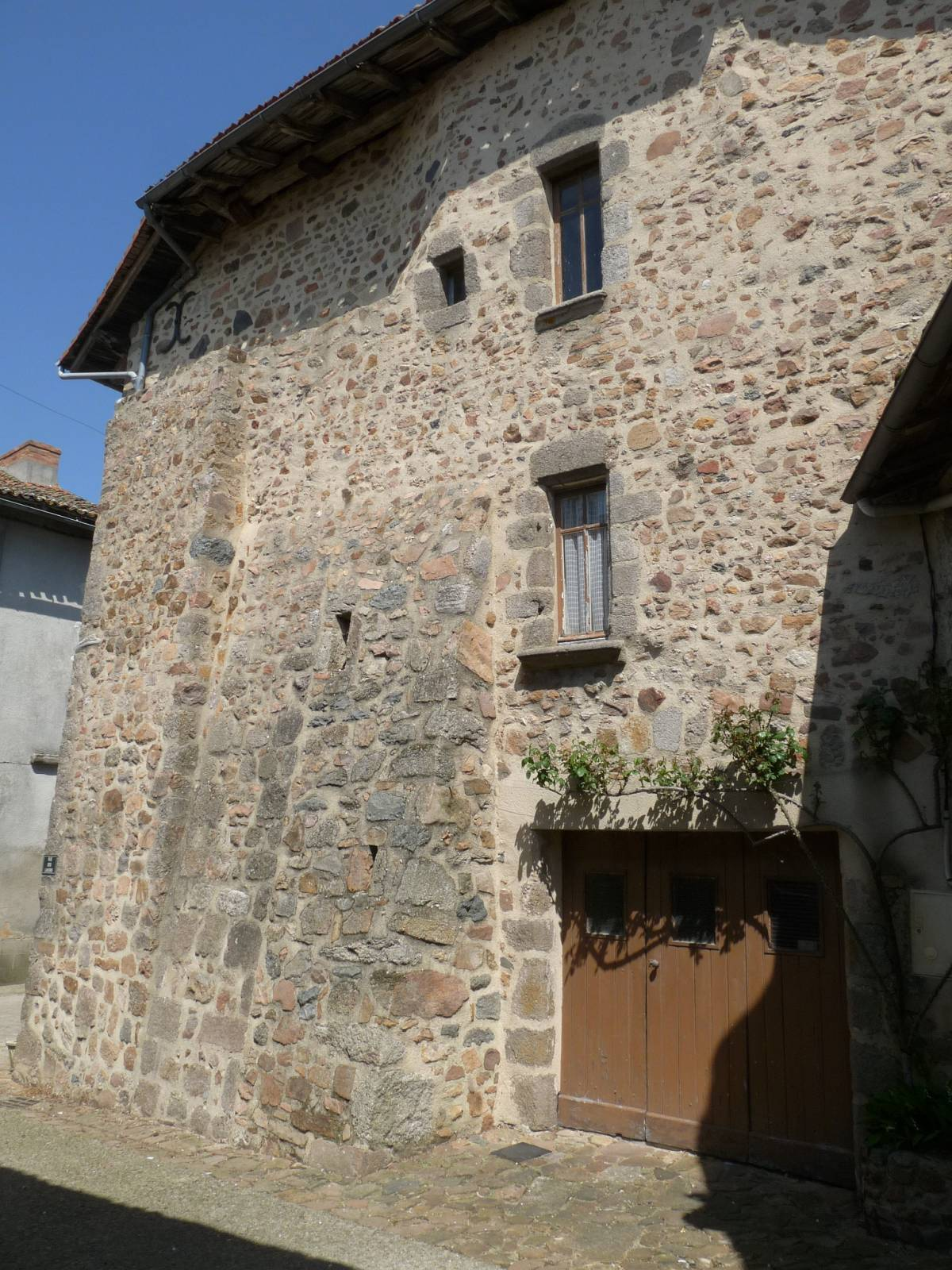
Maison ancienne au bourg.
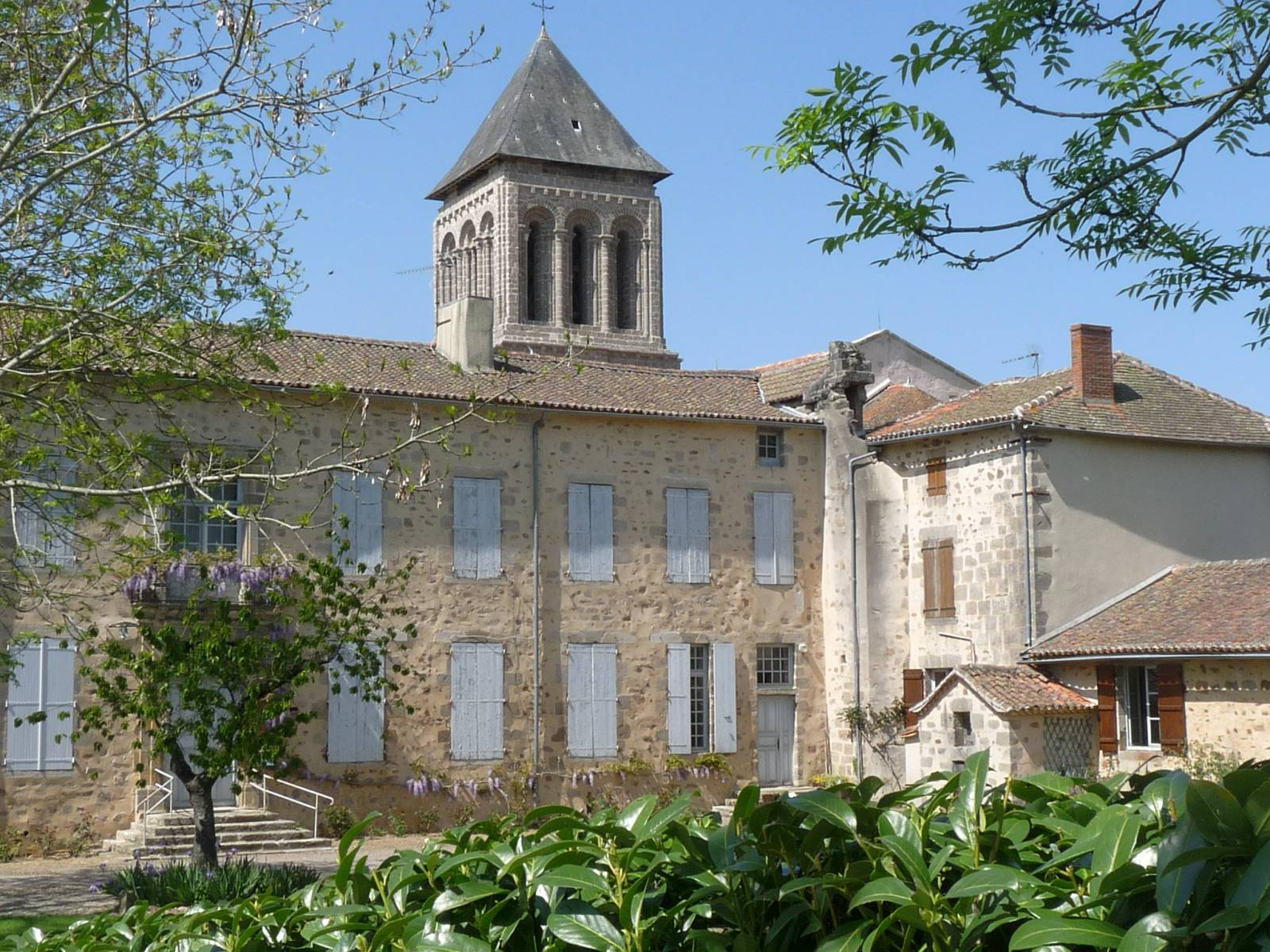
Ancien logis derrière la mairie.
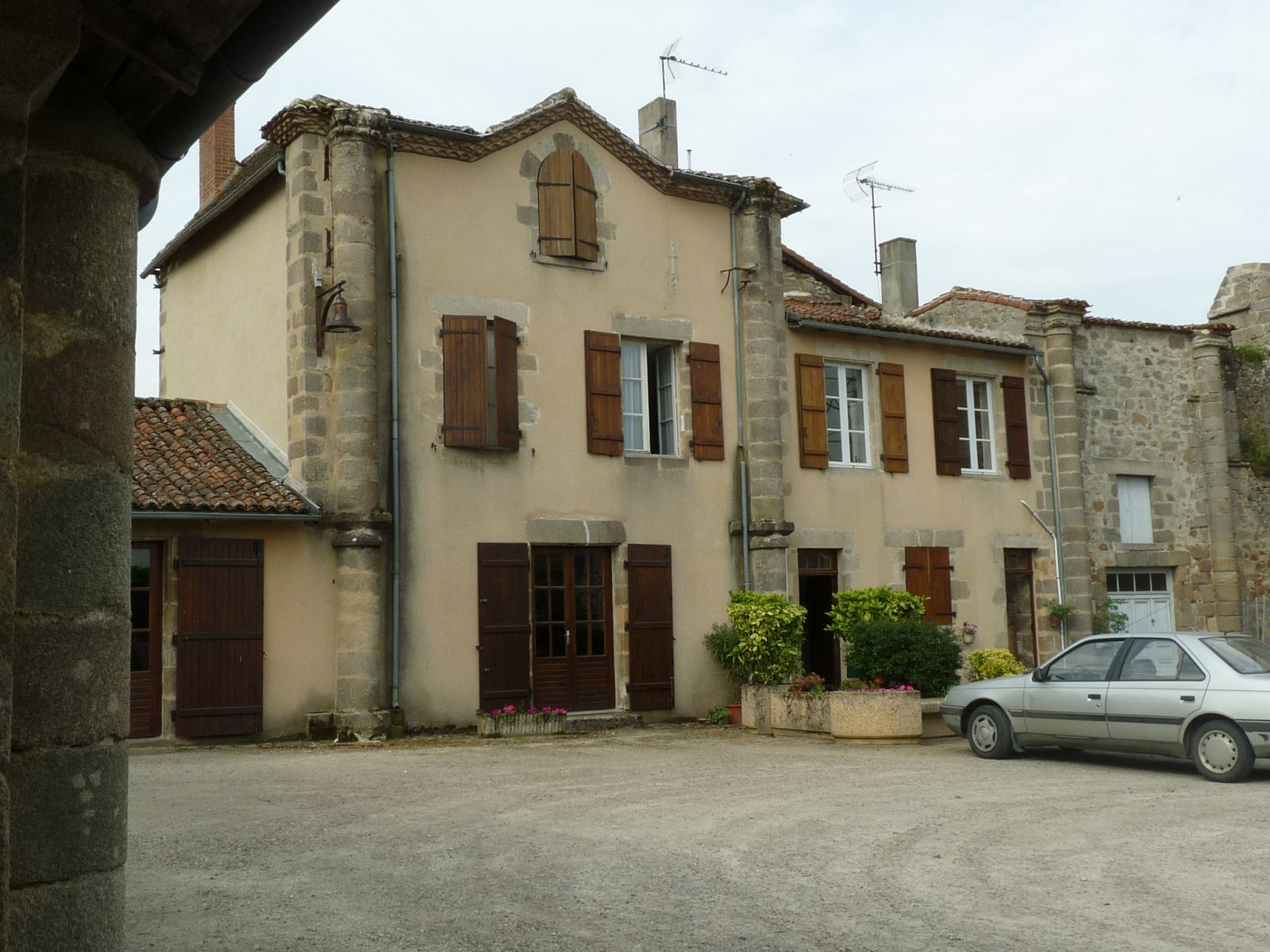
La place et ses colonnes.

### Patrimoine environnemental
- Sentiers de randonnées: trois sentiers de randonnée ont été balisés sur le territoire de la commune: sentier de la Cuirasse d’or (10 km), sentier de Saint-Quentin (10 km) et sentier des Moulins (13,5 km)[46].

## Personnalités liées à la commune
- Franck Bourdier (1910-1985), préhistorien français né à Lesterps.

## Héraldique
| Blason de Lesterps | Blason  | De gueule à une dague d’argent en pal à garde et pommeau d’or surchargé de deux clés en argent en sautoir accostée de trois fleurs de lys d’or posées deux et une. |
| Blason de Lesterps | Détails | Armes de l'abbaye. |